# Toni Huber (Autor)
Toni Huber (* 13. Juni 1954 in Urexweiler) ist ein deutscher Autor aus dem Saarland, der in Hamburg-Altona lebt.

## Leben
Huber ist als Sohn eines Landwirts und Stellmachers in Urexweiler (heute ein Ortsteil von Marpingen) geboren. Sein Lehramtsstudium an der Universität des Saarlandes und zeitweise an der University of Bristol schloss er 1982 mit dem Staatsexamen in den Fächern Philosophie und Anglistik ab. Das Referendariat in Hamburg beendete er vorzeitig. In der Hansestadt lebt er seither als freier Schriftsteller und Dozent in der Erwachsenenbildung (Deutsch als Fremdsprache). Seit 1980 ist Huber regelmäßig in Südamerika unterwegs, vor allem in Kolumbien, wo er an einer Schule unterrichtete, aber auch in Brasilien, Uruguay, Perú, Bolivien und Argentinien.

## Werk
Huber hat Aphorismen und Kurzprosa sowie Lyrik und einen Kriminalroman veröffentlicht. Gedichte erschienen regelmäßig in der Zeitschrift Plateau sowie im Zettel, dem „Münchner Flugblatt für junge Literatur“ und dem Wiener Freibord. Seinem Freund Johannes Kühn, dem saarländischen Schriftsteller, widmete er mehrere Gedichte. Seine literarischen Schwerpunkte sind aber Aphorismen, abgedruckt unter anderem in der Frankfurter Rundschau, weiteren Zeitungen sowie den Zeitschriften der blaue reiter und Zeno. Als Sammlungen erschienen Das Herz der Flöhe und Staub.Sätzlinge. Es handelt sich um künstlerische Buchprojekte von Susanne Limbach, von der Designerin als Künstlerausgabe grafisch gestaltet und handgebunden. Auch Meinetwegen, sagte der Stellmacher (mit Holzschnitten von Hermann Becker) und Das Buch vom Stellmacher setzen auf Miniaturen und das lakonische Erzählen. Den „Hamburg-Krimi“ Schwarze Post aus Altona schrieb er gemeinsam mit dem späteren Filmproduzenten Ralph Schwingel. Ab 1989 druckte die Neue Zürcher Zeitung in der Kolumne Arabesken 63 Miniaturen von Toni Huber.
Bogotá – Und wenn die Dinge Leben hätten vermittelt in drei Dutzend Kurzgeschichten, die dem Magischen Realismus verpflichtet sind, Impressionen aus Südamerika, vor allem aus Kolumbien, in dessen Hauptstadt Huber ein Jahr lebte.

## Veröffentlichungen (Auswahl)
- Schwarze Post aus Altona. (mit Ralph Schwingel), Kriminalroman. Emons Verlag, Köln 1989, ISBN 3-924491-25-9.
- Das Herz der Flöhe. Aphorismen. Emons Verlag, Köln 1995, ISBN 3-924491-58-5.
- Meinetwegen, sagte der Stellmacher. 96 kurze Geschichten. Gollenstein Verlag, Blieskastel 1997, ISBN 3-930008-58-0.
- Staub. Sätzlinge. Aphorismen. Gollenstein Verlag, Blieskastel 2005, ISBN 3-935731-91-4.
- Adler – ein Gedicht für Bernd Franke, April 2006.[7]
- Jetzt bin ich krumm und bin ein Bogen. Gedichte. Februar 2013[8]
- Bogotá – und wenn die Dinge Leben hätten. Kurzprosa. Verlag der blaue reiter. Hannover 2015, ISBN 978-3-933722-44-7.
- Drei Gedichte. In: Urexweiler Hefte. Nr. 4/2016.[9]
- Thor – Nachruf auf einen Vierbeiner.[10]
- Das Buch vom Stellmacher. Geschichten aus dem kleinen Land, wo sich die Grenzen kreuzen. Kurzprosa. Verlag der blaue reiter, Hannover 2018, ISBN 978-3-933722-57-7.[11]
- Nicht immer geht der Abend dunkel aus. Aphorismen. Verlag der blaue reiter, Hannover 2023, ISBN 978-3-933722-83-6.

## Rezeption
Zur Schwarzen Post schrieb Robert Zimmer in Die Horen Heft 37, Januar 1997: „Als Krimi orientiert sich dieses Buch weniger an deutschen Vorbildern, als vielmehr an der angelsächsischen Tradition des Kriminalromans als Gesellschaftsroman.“ Die Harburger Nachrichten bewerten das Herz der Flöhe am 18. Mai 1996 so: „Manches von dem, was er schreibt, erinnert an den großen Wortjongleur Ernst Jandl.“ Die Saarbrücker Zeitung schreibt am 3. April 1997: „Hubers ‚Meinetwegen, sagte der Stellmacher‘ ist randvoll mit kleinen Harlekinaden und Episoden mit aphoristischem Tiefgang. Sein Stellmacher ist eine markant und charakterstark gezeichnete Figur, die sich im Kopf des Lesers festsetzt.“ (Markus Simon)

## Auszeichnungen und Porträts
1998 wurde Huber mit dem Hans-Bernhard-Schiff-Literaturpreis der Stadt Saarbrücken ausgezeichnet.
Künstlerische Zusammenarbeit mit Susanne Limbach: Auszeichnung beim Film-und-Video-Festival Saar-Lor-Lux: 1992 Prix du public als „bester Film zum Thema Heimat“: Die Raumfahrten des Rückwärtsdenkers; 1993 als „bester Film zum Thema Fremde“: Hinter Maulwurfshügeln.
Vor der Auslieferung des Buchs vom Stellmacher brachte der Saarländische Rundfunk am 12. April 2017 in seiner Sendereihe „Wir im Saarland – Kultur“ ein ausführliches Porträt von Toni Huber.